# Die Dame mit dem schwarzen Handschuh
Die Dame mit dem schwarzen Handschuh is een Oostenrijkse dramafilm uit 1919 onder regie van Michael Curtiz.

## Verhaal
De schone Helene verbergt een litteken aan haar hand onder een zwarte handschoen. Ze is opgegroeid tussen boeven. Haar makker André zet haar ertoe aan om te trouwen met de hertog van Komarow om zo aan zijn vermogen te komen. Wanneer de hertog ineens overlijdt, is Helene meteen de hoofdverdachte. André bevrijdt haar uit de gevangenis, zodat ze kan trouwen met burggraaf Gonter de Rieux. Ze moet enkele geheime documenten van hem stelen voor André. Omdat ze berouw heeft, haalt ze die documenten terug.

## Rolverdeling
| Acteur         | Personage       |
| -------------- | --------------- |
| Lucy Doraine   | Helene          |
| Harry Walden   | Gonter de Rieux |
| Iván Petrovich |                 |